# Олга Кучеренко
Олга Сергејевна Кучеренко (рус. О́льга Серге́евна Кучере́нко; Волгоград, 5. новембар 1985) је руска атлетичарка, специјалиста за скок удаљ. Чланица је СК Динамо Волгоград, а тренер јој је Галина Шкурлатова.

## Биографија
Прве значајније успехе Олга Кучеренко постигла је 2009. када је постала првакиња Русије у дворани, освојила бронзану медаљу на Европском првенству у дворани 2009. одржаном у Торину, скоком од 6,82 метра, друго место на Европско екипно првенство у атлетици 2009. иза Наиде Гомес из Португалије и пето место на Светском првенству у Берлину.
Године 2010. у Сочију, Олга Кучеренко први пут у каријери прешла границу од 7 метара постављајући лични рекорд од 7,13 м, који је уједно био и најбољи светски резултат за 2010 годину. . На првом такмичењу Дијамантске лиге 4. јуна 2010. у Ослу, победила је са 6,91 м. Исте године пласирала се на треће место на Европском првенству у Барселони (6,84 м) иза Инете Радевиче и Наиде Гомес.
Олга Кучеренко на Светском првенству у Тегуу са 6,77 м, заостајући за победницом Бритни Рис за 5 цм. Почетком сезоне 2012. у Краснодару, поставља нови лични рекорд у дворани 6,91 м. а 20. јануара 2013, на истом месту, побољшава лични рекорд и први пут у дворани скаче 7 метара.

## Допинг
Резултати са Светског првенства 2011, су накнадно поништени због неуспешног теста дрога. Поновни тест у 2016. години узорка који је дала на такмичењу вратила се позитивно као резултат побољшаних процеса детекције. Добила је двогодишњу забрану такмичења а њени резултати из периода од 28. августа 2011. до 28. августа 2013. године су пониште а освојена сребрна медаља је одузета и додељена трећепласираној Инети Радевича из Летоније.

## Значајнији резултати
| Год.   | Такмичење                    | Место                | Плас.  | Рез.   |
| Русија | Русија                       | Русија               | Русија | Русија |
| ------ | ---------------------------- | -------------------- | ------ | ------ |
| 2008   | Првенство света у дворани    | Валенсија, Шпанија   | 10.    | 6,32   |
| 2009   | Европско првенство у дворани | Торино, Италија      |        | 6,82   |
| 2009   | Европско екипно првенство    | Леирија, Португалија |        | 6,73   |
| 2009   | Светско првенство            | Берлин, Немачка      | 5      | 6,77   |
| 2009   | ИААФ Светско финале          | Солун, Грчка         | 4.     | 6,61   |
| 2010   | Европско екипно првенство    | Берген Норвешка      |        | 6,67   |
| 2010   | Европско првенство           | Барселона, Шпанија   |        | 6,84   |
| 2011   | Светско првенство у атлетици | Тегу, Јужна Кореја   | ДИСК   | 6,77   |
| 2013   | Европско првенство у дворани | Гетеборг, Шведска    | 6      | 6,62   |
| 2013   | Светско првенство            | Москва, Русија       | 5      | 6,81   |

## Лични рекорди
Ово је листа личних рекорда према профилу Олге Кучеренко на сајту ИААФ.
| Дисциплина          | Резултат | Место     | датум            |
| ------------------- | -------- | --------- | ---------------- |
| Скок удаљ           | 7,13 м   | Сочи      | 27. мај 2010.    |
| Скок удаљ у дворани | 7,00 м   | Краснодар | 20. јануар 2013. |